# Strida

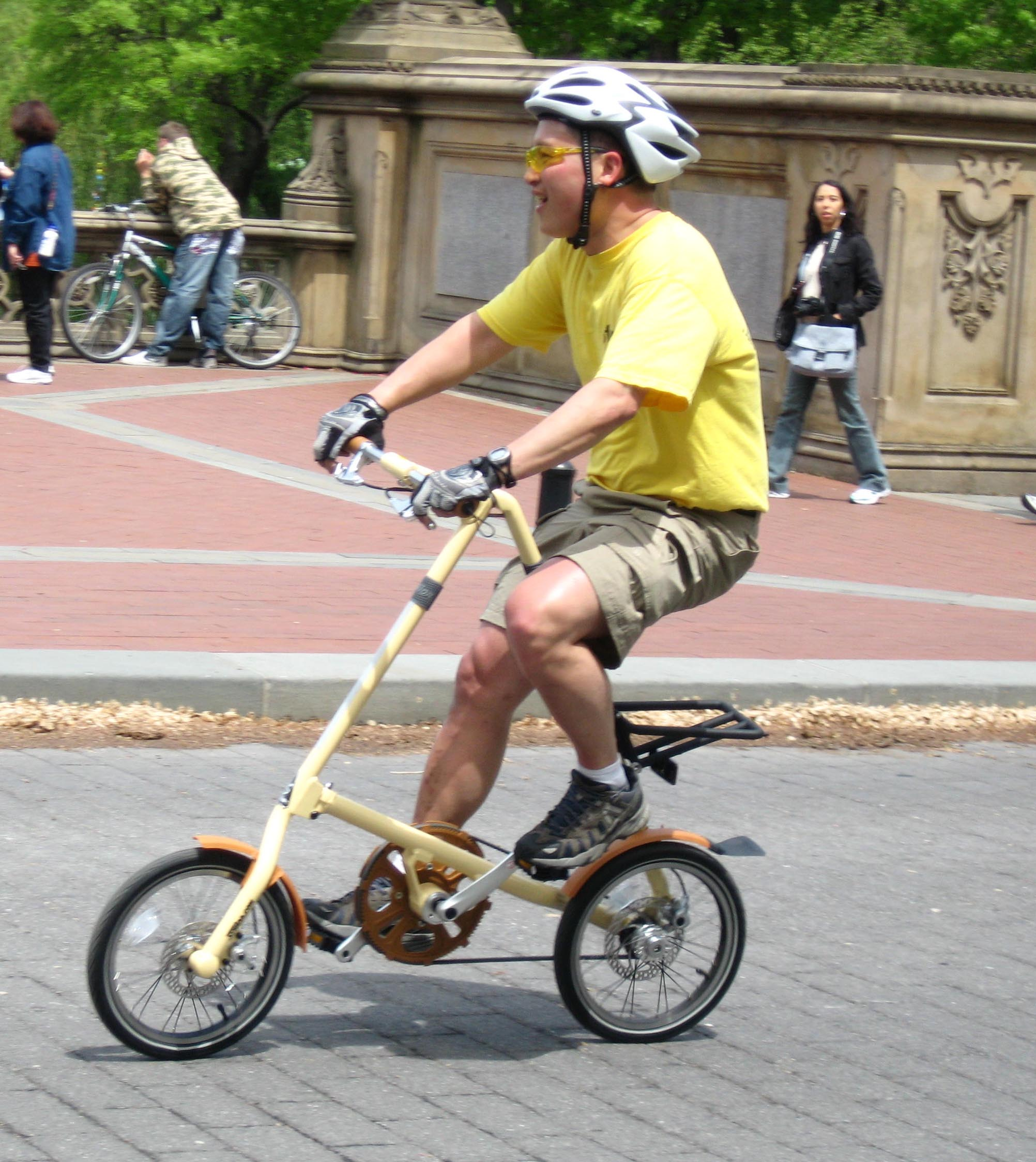
В Центральном парке у террасы Бетесда.

Стрида (реже «Страйда», англ. Strida) — складной велосипед с запоминающейся рамой в форме буквы «А», сконструированный английским инженером и конструктором Марком Сандерсом.
По замыслу создателя, Strida была создана специально для тех, кому приходится ежедневно проделывать долгий путь до работы и обратно на различных видах транспорта (пригородный поезд, метро, наземный транспорт). Именно поэтому главными отличительными чертами велосипедов Strida стали простота в использовании, транспортировке и обслуживании, а также особая конструкция рамы, позволяющая складывать и раскладывать велосипед за весьма короткое время (минимум 4 секунды). В сложенном состоянии Strida, в отличие от многих других складных велосипедов, можно катить рядом с собой. Вес велосипеда составляет от 8,8 до 10,2 кг в зависимости от модели.

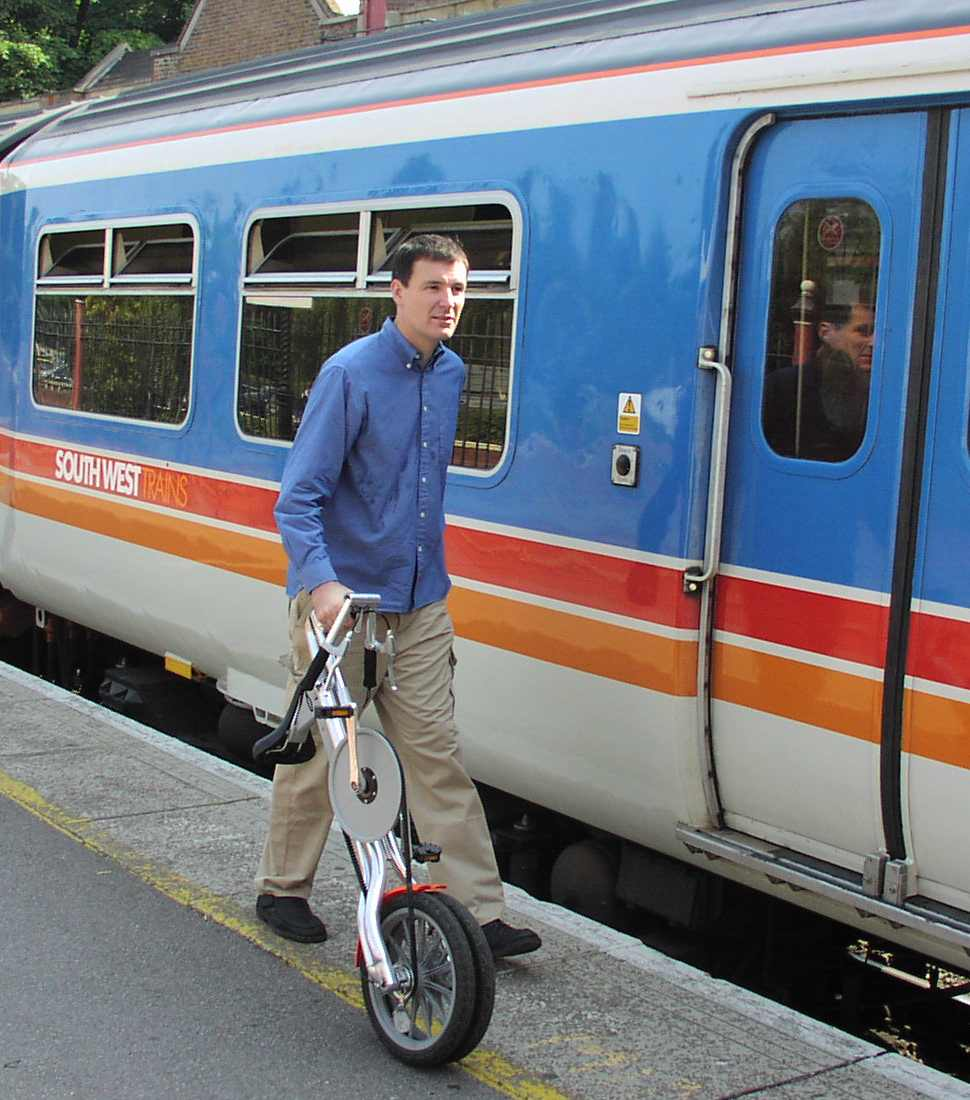
Конструктор Марк Сандерс катит велосипед Strida

Среди других особенностей Strida можно отметить приводной ремень вместо обычной цепи, который не требует смазки, простую конструкцию (до сих пор на большинство моделей велосипедов Strida устанавливается всего лишь одна скорость, алюминиевая треугольная рама и т. д.) и дисковые тормоза. В линейке этих велосипедов также есть модификации с увеличенным диаметром колес, 3-скоростной планетарной втулкой или уменьшенным размером велосипеда.

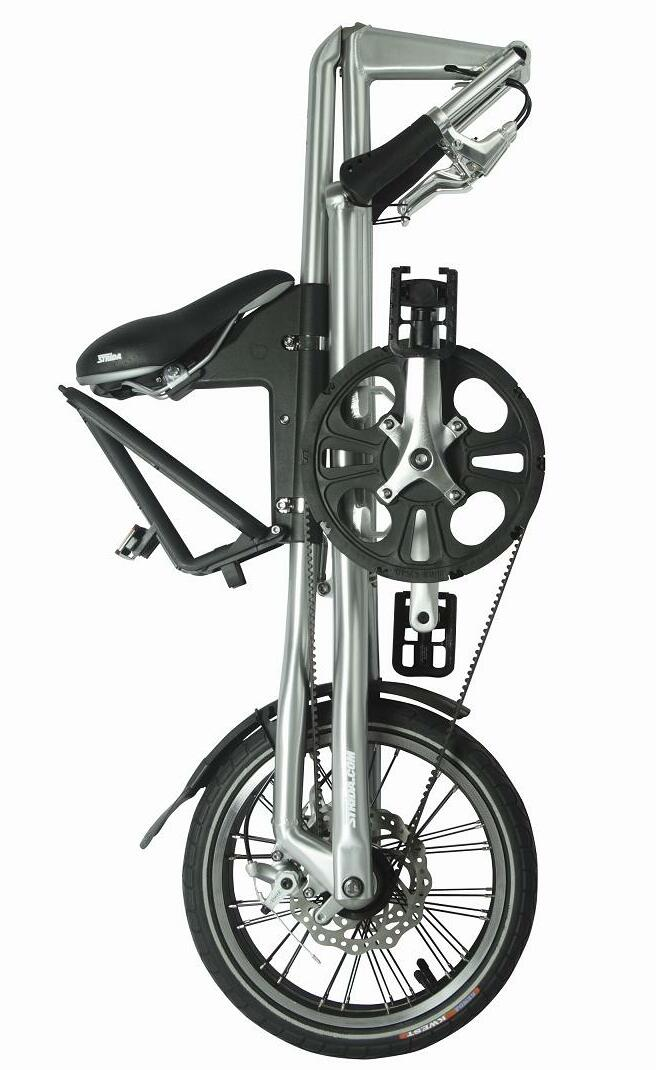
Strida 5.0 в сложенном состоянии

## История
- 1977 — Марк Сандерс поступает учеником в компанию Ролс-Ройс в Бедфорде (Великобритания).
- 1980 — Марк Сандерс заканчивает Имперский колледж Лондона по специальности инженер-механик.
- 1981 — Сандерс поступает на работу в Mars Corporation на должность конструктора в подразделении, которое занимается разработкой аппаратов по продаже товаров, где и работает вплоть до 1983 года.
- 1983 — Сандерс записывается на курсы промышленного дизайна, организованные Имперским колледжем совместно с Королевским колледжем искусств в Лондоне.
- 1984 — В качестве своей дипломной работы Сандерс начинает разрабатывать складной велосипед, ставший прототипом Strida.
- 1985 — Сандерс завершает разработку складного велосипеда, защищает диплом и получает от Королевского колледжа искусств премию имени Джорджетто Джуджаро в категории «Концептуальный велосипед». Прототип велосипеда Strida появляется на телеканале BBC в передаче Tomorrow’s World («Завтрашний мир»). Прочитав статью в газете Sunday Times, Джеймс Маршал, предприниматель и бывший менеджер великого игрока в гольф Грега Нормана, предлагает Марку Сандерсу сотрудничество. Начинается подготовка к серийному производству велосипеда.
- 1986 — Планируется запуск серийного производства велосипедов Strida на заводе в Глазго (Великобритания). Название Strida приснилось девятилетнему сыну директора завода — это имя было признано лучшим из всех существовавших тогда вариантов, придуманных взрослыми.
- 1987 — Запущен конвейер по производству Strida. Презентация нового велосипеда проходит в крупнейшем лондонском универмаге Harrods.
- 1988 — Strida завоевывает все три награды британского конкурса Cyclex Bicycle Innovation Awards («Лучший новый продукт», «Самый передовой продукт», «Лучший дизайн»). Производство переводится в Ноттингем, на родину знаменитых велосипедов Raleigh.
- 1990 — Производство переезжает в Португалию.
- 1992 — Во всем мире продано 25 тысяч велосипедов Strida.
- 1993 — Компания BTG, которая занимается лицензированием и коммерциализацией технологических новинок в сфере медицины, получает все права на производство Strida вплоть до 1995 года.
- 1997 — Английская фирма Roland Plastics приобретает права на производство второго поколения велосипедов Strida и переносит их производство обратно в Великобританию. Годом позже начинается выпуск второго поколения Strida.
- 2000 — Strida завоевывает ряд престижных наград — премию журнала i.D. Magazine за лучший дизайн года, премию Питмана от издания SAIL Magazine за инновации и безопасность и премию «Товар тысячелетия» от Британского совета по дизайну. Права на производство велосипедов Strida покупает американец Стидман Басс из Бостона, который вместе с Биллом Беннетом, Эриком Томасом и Марком Сандерсом начинает разработку третьего поколения Strida.
- 2002 — В связи с сильно увеличившимся спросом на велосипеды Strida их производство было перенесено на фабрику Ming Cycle в Тайвань. Две тысячи первых тайваньских Strida 3 были доставлены в Италию. Официальные дистрибьюторы Strida появляются также в Корее, Японии, Нидерландах, Франции и США. В этом же году начинается работа над пятым поколением Strida.
- 2006 — Strida 3.2 получает премию в категории «Лучшая инновация» на национальной велосипедной выставке FietsRai в Нидерландах.
- 2007 — Начался выпуск пятого поколения велосипедов Strida. Strida 5 получает главную награду от ассоциации тайваньских велопроизводителей TBEA.
- 2016 — Начался выпуск модели C1 c рамой из углеродного волокна. Вес велосипеда 8,5 кг.

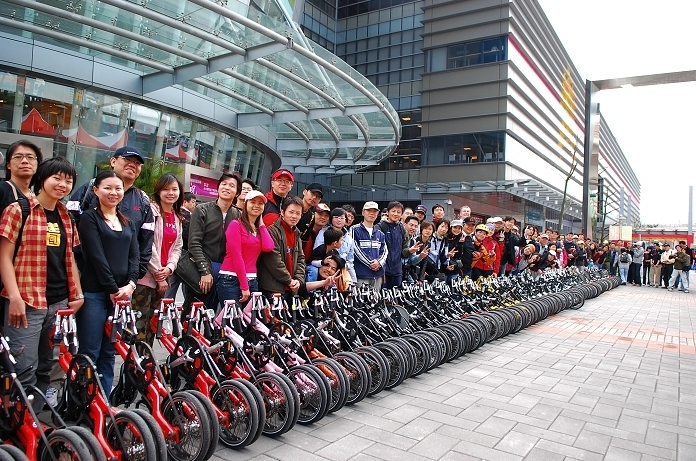
Владельцы Strida в Тайбэе